# Valtatie 17
La Valtatie 17 (in svedese Riksväg 17) è stata una strada statale finlandese. Aveva inizio a Kuopio e si dirigeva verso est fino alla città di Joensuu dove si concludeva dopo 185 km.

## Storia
La Valtatie 17 è stata strada statale fino al 2010, quando è stata inglobata nella Valtatie 9 (Turku > Tohmajärvi), assumendo il percorso attuale.

## Percorso
La Valtatie 17 toccava i comuni di Siilinjärvi, Tuusniemi, Outokumpu e Liperi.